# Hugo Gehlin

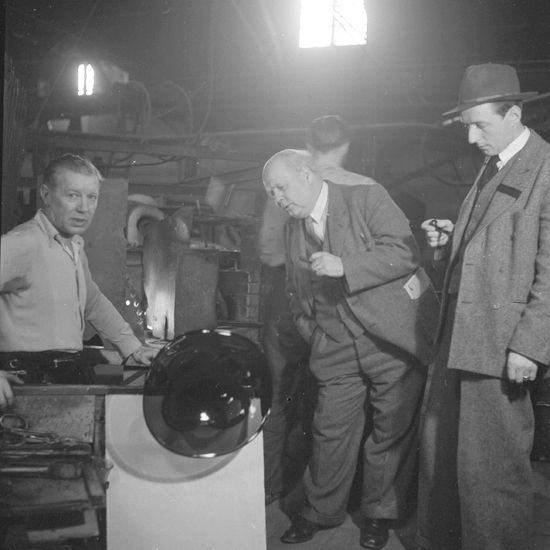
Glasmästaren formar en skål, Fyrklöver, formgiven av Hugo Gehlin (i mitten) på Gullaskrufs glasbruk ca 1940-41

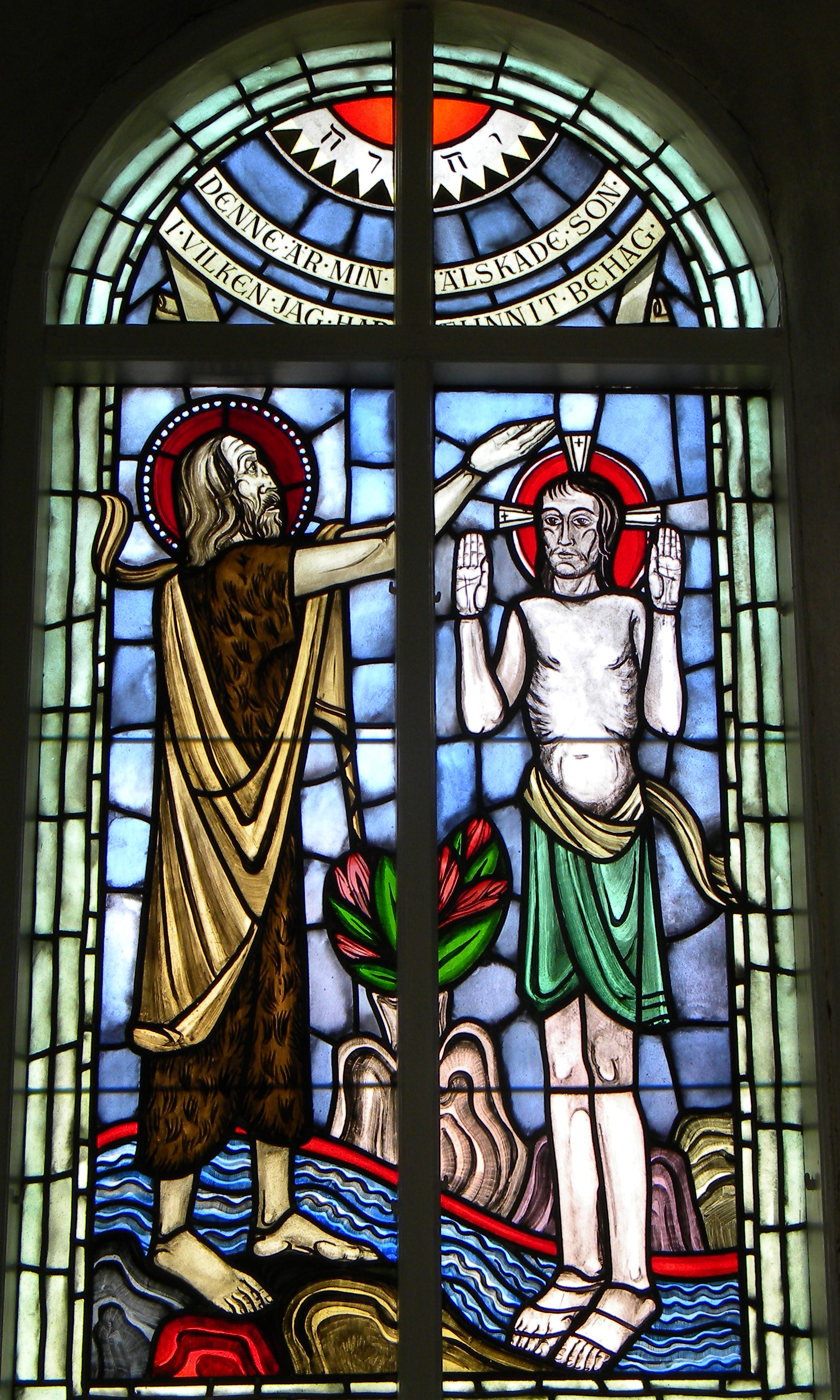
Korfönster av Hugo Gehlin i Stoby kyrka.

John Erik Hugo Gehlin, född 8 september 1889 i Norrköping, död 23 december 1953 i Helsingborg, var en svensk målare, grafiker och skulptör. Han var gift med konstnären Esther Henriques och far till konstnären Nils Gehlin, författaren Jan Gehlin, samt konstnären Eva Gehlin Berg.
Hugo Gehlin studerade i Stockholm och utomlands, och utbildade sig inom flera områden, bland andra som träsnittsgrafiker och senare också som träskulptör. Han målade altarbilder och andra dekorativa kyrkliga arbeten, bland annat glasmålningar och målade skulpturer i ett flertal skånska kyrkor, särskilt märks Södra Sallerups kyrka och Sankta Maria kyrka, Helsingborg, där han utförde orgelbröstning och altarskrank 1928–1931. Bland hans senare verk märks glasmålningar i Sankt Petri kyrka, Malmö 1937 samt mosaiker i Helsingborgs simhall 1941 och i Trelleborgs simhall 1944.
Under flera år var Gehlin medhjälpare till Joakim Skovgaard under hans arbete med mosaikmålningen i absiden i Lunds domkyrka. Han framträdde även som illustratör av egnas och andras dikter, bland hans egna diktsamlingar märks Stillsamma dikter (1918). Gehlin var även verksam som glaskonstnär och formgivare vid Gullaskrufs glasbruk i Gullaskruv från 1930. Gehlin formgav även prydnads- och nyttoföremål i tenn för Ystad-Metall så som kandelabrar, skålar, flaskor och burkar. Framförallt under sent 20-tal och 30-tal. Gehlin finns representerad som konstnär i ett flertal svenska museer bland annat vid Nationalmuseum, Göteborgs konstmuseum, Skissernas museum i Lund, Norrköpings konstmuseum, Malmö  museum, Smålands museum, Nordiska museet, Bohusläns museum, Röhsska museet, Helsingborgs museum och i finländska museer. Som grafiker är han även representerad i flera utländska samlingar. Makarna Gehlin är begravda på Raus kyrkogård utanför Helsingborg.